# 金廷韶
金廷韶（17世紀—17世紀），字二如，浙江紹興山陰人，明朝、南明政治人物。

## 生平
金廷韶是崇禎十二年（1649年）浙江鄉試三十七名舉人，到十六年（1643年）中進士，弘光初年撫平守備許榮祖造成的兵變。清朝軍隊逼近，他招撫兩廣，斬殺軍門董作梅和指揮鄒希賢，令軍民一如平常。。其時數萬名士兵在郊外屯駐，依賴縣內供給，金廷韶為了預備儲糧，和軍隊約定不得強行取糧，否則一定處罰。之後升任驗封主事。叛將張安攻城，廷韶帶領城民固守二十日才解圍，不久被曾應麟彈劾解任，至平和時得知隆武帝在汀州被殺害，於是自殺，但獲救，於是出家。未過三十歲就滿頭白髮，南明滅亡二十多年後去世。

## 引用
1. 1 2  錢海岳《南明史·卷四十八·列傳第二十四》：（金）廷韶，字二如，紹興山陰人。崇禎十六年進士。弘光初蒞任。守備許榮祖肆虐，兵譁，撫定之。清兵迫，獲招撫兩廣軍門董作梅、指揮鄒希賢梟首，軍民遂舊。
2. ↑  雍正《山陰縣志·卷二十》：崇禎十二年己卯科（舉人）……金廷韶……
3. ↑  《南明史·卷四十八·列傳第二十四》：年未三十，髮盡白，國亡二十餘年卒。